# Rockin' All Over the World (album)
Rockin' All Over the World is het tiende studioalbum van de Engelse rockband Status Quo. Het werd in november 1977 uitgebracht en het was het eerste album van de Quo die door Pip Williams werd geproduceerd. Het is tevens hun eerste studioalbum waarop Andy Bown, die eerder met Peter Frampton werkte, als vast bandlid speelde. Het album werd grotendeels opgenomen in een studio in Zweden.
Een maand voor de uitgave van het album werd het door John Fogerty geschreven nummer "Rockin' All Over the World" als single uitgegeven. Als B-kant werd "Ring of a Change" gekozen, dat in 1976 voor het eerst verscheen op hun vorige album, Blue for You. "Rockin' All Over the World" is de meest succesvolle single van de groep. Het nummer werd in 1985 door de British Broadcasting Corporation gebruikt in een advertentie voor Live Aid.
Status Quo nam het nummer "Can't Give You More" in 1991 opnieuw op voor hun album Rock 'Til You Drop. Toen het destijds als single werd uitgebracht, bereikte het de 37ste plaats in de UK Singles Chart.
In 2005 bracht Mercury Records het album opnieuw uit, ditmaal voorzien van een cover van het Beatlesnummer "Getting Better". Deze compositie van John Lennon en Paul McCartney had de band in 1976 opgenomen voor de soundtrack van de film All This and World War II.

## Composities
1. "Hard Time" (Rossi/Parfitt) - 4:45
2. "Can't Give You More" (Rossi/Young) - 4:15
3. "Let's Ride" (Lancaster) - 3:03
4. "Baby Boy" (Rossi/Young) - 3:12
5. "You Don't Own Me" (Lancaster/Green) - 3:03
6. "Rockers Rollin'" (Parfitt/Lynton) - 4:19
7. "Rockin' All Over the World" (Fogerty) - 3:36
8. "Who Am I" (Williams/Hutchins) - 4:30
9. "Too Far Gone" (Lancaster) - 3:08
10. "For You" (Parfitt) - 3:01
11. "Dirty Water" (Rossi/Young) - 3:51
12. "Hold You Back" (Rossi/Parfitt/Young) - 4:30

Bonusnummer op de heruitgave uit 2005
1. "Getting Better" (Lennon/McCartney) - 2:19

## Bezetting
- Francis Rossi - gitaar, zang
- Rick Parfitt - gitaar, zang
- Alan Lancaster - basgitaar, zang
- Andy Bown - keyboard
- John Coghlan - drums

Gastmuzikant
- Frank Ricotti - percussie

## Hitnotering
| "Rockin' All Over the World" in de Nederlandse Album Top 100 - binnen: 12-11-1977 | "Rockin' All Over the World" in de Nederlandse Album Top 100 - binnen: 12-11-1977 | "Rockin' All Over the World" in de Nederlandse Album Top 100 - binnen: 12-11-1977 | "Rockin' All Over the World" in de Nederlandse Album Top 100 - binnen: 12-11-1977 | "Rockin' All Over the World" in de Nederlandse Album Top 100 - binnen: 12-11-1977 | "Rockin' All Over the World" in de Nederlandse Album Top 100 - binnen: 12-11-1977 | "Rockin' All Over the World" in de Nederlandse Album Top 100 - binnen: 12-11-1977 | "Rockin' All Over the World" in de Nederlandse Album Top 100 - binnen: 12-11-1977 | "Rockin' All Over the World" in de Nederlandse Album Top 100 - binnen: 12-11-1977 | "Rockin' All Over the World" in de Nederlandse Album Top 100 - binnen: 12-11-1977 | "Rockin' All Over the World" in de Nederlandse Album Top 100 - binnen: 12-11-1977 |
| Week                                                                              | 01                                                                                | 02                                                                                | 03                                                                                | 04                                                                                | 05                                                                                | 06                                                                                | 07                                                                                | 08                                                                                | 09                                                                                |                                                                                   |
| --------------------------------------------------------------------------------- | --------------------------------------------------------------------------------- | --------------------------------------------------------------------------------- | --------------------------------------------------------------------------------- | --------------------------------------------------------------------------------- | --------------------------------------------------------------------------------- | --------------------------------------------------------------------------------- | --------------------------------------------------------------------------------- | --------------------------------------------------------------------------------- | --------------------------------------------------------------------------------- | --------------------------------------------------------------------------------- |
| Nummer                                                                            | 22                                                                                | 14                                                                                | 10                                                                                | 11                                                                                | 13                                                                                | 19                                                                                | 30                                                                                | 37                                                                                | 37                                                                                | uit                                                                               |